# Will Palmer
Will Palmer (Horsham, 15 de fevereiro de 1997) é um automobilista britânico, filho de Jonathan Palmer e irmão de Jolyon Palmer. Ele já foi vencedor do McLaren Autosport BRDC Award.
Ele venceu o Campeonato de F4 BRDC em 2015, tendo vencido anteriormente o Campeonato de Inverno de Fórmula 4 BRDC em 2014.

## Carreira

### GP3 Series
Em abril de 2018, Palmer assinou um contrato com a MP Motorsport para a disputar a temporada de 2018 da GP3 Series. Ele disputou apenas uma rodada e se aposentou das corridas em junho de 2018 para se concentrar em seus estudos e seu trabalho.